# 리오토 L9
리오토 L9(영어: Li Auto L9, 중국어 간체자: 理想L9, 병음: Lǐxiǎng L9, 직역: ideal L9)은 리오토에서 2022년부터 생산하는 EREV 기반의 대형 SUV이다.

## 생산 대수
| 년도 | 중국 시장 |
| ---- | --------- |
| 2022 | 38,973    |
| 2023 | 114,377   |
| 2024 | 85,817    |